# Pseudiragoides spadix
Pseudiragoides spadix ist ein Schmetterling aus der Familie der Schneckenspinner (Limacodidae).

## Merkmale
Die Männchen erreichen eine Vorderflügellänge von 15 bis 16 Millimeter und eine Flügelspannweite von 32 bis 34 Millimeter. Die Falter haben eine braune Grundfärbung mit verschiedenen Tönungen. Die Fühler sind lang doppelt gekämmt und etwa 2/3 so lang wie die Costa der Vorderflügel. Die Vorderflügel sind gestreckt, die Costa ist leicht konkav. Im Diskalbereich befindet sich ein undeutlicher Fleck. Die Falter sind komplett einfarbig.
Bei den Männchen ist der Uncus klein und mit einem kräftigen apikalen Sporn versehen. Der Gnathos ist gut entwickelt und verjüngt sich distal allmählich. Die Valva ist langgestreckt, konkav, apikal abgerundet und mit Saccusfortsätzen versehen. Diese Fortsätze sind sechsmal so breit wie die apikal gelegenen Sporne. Die Transtillae sind kräftig. Die Juxta ist klein und abgeplattet. Der Aedeagus ist schlank, etwa 1,3-mal so lang wie die Valva und lateral gesehen wellenförmig. Zur Spitze hin befinden sich dorsal kurze und ventral lange, bandförmige, spitze Fortsätze.
Weibchen und Präimaginalstadien (Entwicklungsstadien vor dem Falter, also Ei, Raupe und Puppe) wurden bisher nicht beschrieben.

### Ähnliche Arten
Pseudiragoides spadix ähnelt den Arten der Gattung Iragoides Hering, 1931, der Apex der Vorderflügel ist aber nicht spitz.

## Verbreitung
Pseudiragoides spadix wurde bisher nur an der Westseite des Fan Si Pan im vietnamesischen Yunnan-Gebirge nachgewiesen. Beim Habitat handelt es sich um Primärurwald.

## Biologie
Die Biologie der Art wurde bisher nicht beschrieben. Imagines wurden im März, April und im September in 1600 bis 2240 Meter Höhe gesammelt. Es wird angenommen, dass zwei Generationen pro Jahr gebildet werden.

## Systematik
Der Holotypus ist ein Männchen. Es wurde 1995 im Norden Vietnams am Fan Si Pan in 1600 Meter Höhe gefangen und befindet sich im Museum Witt in München. Pseudiragoides spadix ist die Typusart der Gattung Pseudiragoides  Solovyev & Witt, 2009.

## Etymologie
Das Artepitheton spadix  – lat. für gräulich braun, braun, rötlich braun – bezieht sich auf die Färbung der Falter.